# Jacques de Cîteaux
Jacques II de Cîteaux est le 27e abbé général de Cîteaux de mai/juin 1262 à 1266.